# صدمة غير مباشرة

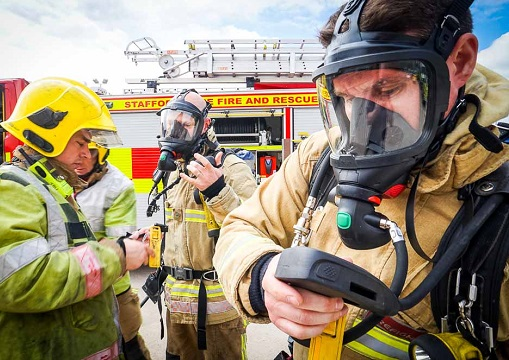

الصدمة غير المباشرة (بالإنجليزية: Vicarious traumatization)‏، هي تغير داخلي يحصل عند الأشخاص الذين يتعاملون مع من يمرون بحالات الصدمة أو من يساعدونهم؛ نتيجة للتماس العاطفي مع الضحايا المصابين بصدمات نفسية وللاطلاع على تقاريرهم عن تجاربهم المؤلمة. وهي شكل خاص من أشكال الانتقال المقابل يحفزه التعرض أو الاطلاع على ما سبّب الصدمة لمن يعانون منها. تكون الروحانية المضطربة هي السمة المميزة لهذه الحالة، وقد يوجد اضطراب في تصور المعنى والأمل لدى معالجي الصدمة. صيغ المصطلح بشكل خاص استنادًا إلى تجربة المعالجين النفسيين الذين يعملون مع الأشخاص الناجين من الصدمات. وسّع آخرون، بما في ذلك ساكفيتن وجامبل وبيرلمان وليف (2000) تطبيق هذا المفهوم على مجموعة واسعة من الأشخاص الذين يساعدون الناجين من الصدمات، بمن فيهم رجال الدين، الاختصاصيون الاجتماعيون في الخطوط الأمامية، المتخصصون في نظام العدالة، مقدمو الرعاية الصحية، العاملون في المجال الإنساني، الصحفيون، والمسعِفون الأوائل.

## العلامات والأعراض
تتوافق أعراض الصدمة غير المباشرة مع أعراض الصدمة الفعلية الأولية. عندما يحاول المتخصصون التواصل عاطفياً مع عملائهم أو الضحايا الذين يتعاملون معهم، يمكن أن تسبب أعراض الصدمة غير المباشرة اضطرابات عاطفية لديهم مثل مشاعر الحزن والأسى والتهيج وتقلب المزاج. تكون علامات وأعراض الصدمة غير المباشرة موازية للصدمات المباشرة، على الرغم من أنها تميل إلى أن تكون أقل حدة. العمال الذين لديهم تاريخ صدمات شخصية قد يكونون أكثر عرضة للإصابة بالصدمة غير المباشرة، على الرغم من أن نتائج البحوث حول هذه النقطة مختلفة. تشمل العلامات والأعراض الشائعة، على سبيل المثال لا الحصر، الانطواء؛ تقلب المزاج؛ العدوانية؛ حساسية أكبر للعنف؛ أعراض جسدية، صعوبة في النوم وأفكارًا تدخلية أو مقتحمة؛ صعوبات جنسية؛ صعوبة في إدارة الحدود مع العملاء؛ وفي والمعتقدات الأساسية وصعوبة تؤدي إلى علاقات تظهر مشاكلًا في الأمن والثقة والاحترام والحميمية والسيطرة.

## العوامل المساهِمة
الصدمة غير المباشرة، المبنية مفاهيميًا على نظرية تطوير الذات، تنشأ من التداخل بين الأفراد ومواقفهم. مما يعني أن التاريخ الشخصي للمساعِد الفردي (بما في ذلك التجارب المؤلمة التي خاضها سابقًا)، واستراتيجيات المواجهة التي يتمتع بها، وشبكة الدعم، وأمورًا أخرى (مثل ضوابط العمل الذي يقوم أو تقوم به وطبيعته، وطبيعة الموكل الذي يتعاملون معه، وما إلى ذلك)، تتداخل مع موقفه الشخصي لإثارة التعبيرات الفردية عن التعرض إلى الصدمة غير المباشرة. والذي بدوره يتضمن الطبيعة الفردية للاستجابات أو التكيفات على الصدمة غير المباشرة بالإضافة إلى الطرق الفردية للتعامل معها وتحويلها.
أي شيء يتداخل مع قدرة المساعد على الوفاء بمسؤوليته الكامنة في مساعدة العملاء المصابين بصدمات نفسية يمكن أن يساهم في الصدمة غير المباشرة. يفيد العديد من العاملين في مجال الخدمة البشرية أن العوامل الإدارية والبيروقراطية التي تعوق فعاليتهم تؤثر على مستوى رضاهم عن عملهم. حيث تساهم الجوانب السلبية للمنظمة ككل، مثل إعادة التنظيم، وتقليص العمل تحت شعار إدارة التغيير ونقص الموارد تحت شعار التصنيع الرشيق، في عملية تعرض العاملين إلى الاحتراق النفسي المهني.
وقد عُزيت الصدمة غير المباشرة أيضًا إلى وصمة العار التي تحيط بالرعاية الصحية النفسية لدى المساعدين في مجال الصدمات. حيث تؤدي وصمة العار إلى عدم القدرة على الانخراط في الرعاية الذاتية، وفي نهاية المطاف قد يصل المساعد إلى مرحلة الاحتراق النفسي المهني، ويصبح أكثر عرضة للصدمة غير المباشرة. وقد بدأت الأبحاث أيضًا بإظهار أن الصدمة غير المباشرة تكون أكثر بروزًا في أولئك الذين لديهم تاريخ سابق من الصدمات والشدائد.

## مفاهيم ذات الصلة
في حين أن مصطلح «الصدمة غير المباشرة» قد تم استخدامه على سبيل الترادف مع «إجهاد التعاطف»، و «اضطراب الصدمة الثانوية»، و «الاحتراق النفسي المهني»، و «الانتقال المقابل»، و «الإجهاد المرتبط بالعمل»، هناك اختلافات مهمة. وتشمل ما يلي:
- على عكس إجهاد التعاطف، فإن الصدمة غير المباشرة عبارة عن فكرة قائمة على النظرية. هذا يعني أن الأعراض التي يمكن ملاحظتها قد تكون بمثابة البداية لعملية اكتشاف العوامل المساهمة والعلامات والأعراض والتكيفات ذات الصلة. تحدد الصدمة غير المباشرة المجالات النفسية التي يمكن أن تتأثر، بدلاً من الأعراض المحددة التي قد تنشأ. قد يوجه هذا التحديد التدابيرَ الوقائية والتدخلات بشكل أكثر دقة، ويسمح بالتطوير الدقيق للتدخلات في مجالات متعددة (مثل التغييرات في التوازن بين العلاج النفسي والمهام الأخرى المرتبطة بالعمل والتغييرات في ممارسات الرعاية الذاتية).
- الانتقال المقابل هو استجابة الطبيب النفسي لمريض معين. تشير الصدمة غير المباشرة إلى الاستجابات غير المنطوية على مريضٍ معين أو وقتٍ معين.
- على عكس الإرهاق، والانتقال المقابل، والإجهاد المرتبط بالعمل، فإن الصدمة غير المباشرة مخصصة للعاملين في مجال الصدمات. وهذا يعني أن المساعد سوف يواجه صعوبات خاصة بالصدمات، مثل التدخل (الإقحام)، صعوبات لا تشكل جزءًا من الاحتراق النفسي المهني أو الانتقال المقابل. يبني الاحتراق النفسي المهني والصدمة غير المباشرة تداخلًا على الأخص فيما يتعلق بالإرهاق العاطفي. حيث قد يتعرض العامل إلى كل من الصدمة غير المباشرة والاحتراق النفسي المهني، ولكل منهما علاجه الخاص. قد تحدث أيضًا الصدمة غير المباشرة بشكل متزامن مع الاحتراق النفسي المهني مما يزيد شدتهما.
- على عكس الصدمة غير المباشرة، يمكن أن يكون الانتقال المقابل أداة مفيدة للغاية للمعالجين النفسيين، حيث يوفر لهم معلومات مهمة عن مرضاهم.[19][25]
- الإجهاد المرتبط بالعمل هو مصطلح عام بدون أساس نظري أو علامات وأعراض محددة أو عوامل مساهِمة أو علاجات. يمكن للاحتراق والصدمة غير المباشرة التواجد في الوقت ذاته. قد تساعد استجابات الانتقال المقابل على تحفيز الإصابة بالصدمة غير المباشرة.[19]
- النمو غير المباشر بعد الصدمة، على عكس الصدمة غير المباشرة، ليس بناءًا على النظرية بل يعتمد على علامات تم الإبلاغ عنها ذاتيًا.[26]
- انتقال مقابل سريري.

## الآلية
الآلية المفترضة التي تحدث عن طريقها الصدمة غير المباشرة هي التعاطف. قد تؤدي أشكال التعاطف المختلفة إلى تأثيرات مختلفة على المساعِدين. أجرى باتسون وزملاؤه أبحاثًا من الممكن أن تعلم مساعِدي الصدمات عن طرق يمكن لهم من خلالها إدارة التواصل العاطفي مع مرضاهم بشكل َبنّاء. إذا كان المساعدون يتعاطفون مع العملاء الذين نجوا من الصدمة ويقضون وقتًا طويلًا في التفكير فيم سيكون عليه الأمر إذا حدثت هذه الأحداث لهم، فمن المحتمل أن يواجهوا ضائقة شخصية، وأن يشعروا بالضيق والقلق والحزن. من ناحية أخرى، إذا تخيل المساعدون بدلاً من ذلك ما عانى منه العميل، فقد يكونون أكثر عرضة للشعور بالتعاطف وإبداء استعدادهم للمساعدة.

## القياس
على مر السنين، قام الناس بقياس الصدمة غير المباشرة بعدة طرق مختلفة. الصدمة غير المباشرة هي بِنْية متعددة الجوانب تتطلب تقييمًا متعدد الجوانب. وبشكل أكثر تحديدًا، تشمل جوانب الصدمة غير المباشرة التي يجب قياسها لإجراء تقييم كامل: القدرات الذاتية، وموارد الأنا، والإطار المرجعي (الهوية، والرؤية العالمية، والروحانية)، والاحتياجات النفسية، وأعراض الصدمة. يوجد قياس لبعض هذه العناصر التابعة للصدمة غير المباشرة، بما في ذلك ما يلي:
- الاحتياجات النفسية، باستخدام مقياس معتقدات الصدمات والتعلق[16]
- القدرات الذاتية، باستخدام استبيان الخبرة الداخلية و/أو جرد القدرات الذاتية المعدلة[31]
- أعراض الصدمة، وذلك باستخدام قائمة التحقق من اضطراب ما بعد الصدمة، مقياس تأثير الأحداث، تأثير مقياس الأحداث المنقح، مقياس تأثير الأحداث المنقح، مقياس تأثير الأحداث المنقح للأطفال (النسخة العربية)، حصر أعراض الصدمات، والتقييم المفصل للإجهاد ما بعد الصدمة، و/أو مقياس الافتراضات العالمية.[32][33][34][35][36][37][38]

## التوجيه
الصدمة غير المباشرة ليست من مسؤولية ضحايا الصدمة أو الأنظمة، على الرغم من أن المؤسسات التي تقدم خدمات متعلقة بالصدمات تتحمل مسؤولية وضع سياسات وظروف عمل تسهل راحة الموظفين (وبالتالي المرضى). كل عامل في مجال الصدمات النفسية مسؤول عن رعاية نفسه، والعمل برويّة، الانخراط في المشاورة الدورية والمتكررة المتعلقة بالصدمات.